# همه (ترانه مدونا)
«همه» (به انگلیسی: Everybody) تک‌آهنگی از هنرمند اهل ایالات متحده آمریکا مدونا است که در سال ۱۹۸۲ میلادی منتشر شد. این تک‌آهنگ در آلبوم مدونا (آلبوم مدونا) قرار داشت.